# Pteropus nitendiensis
Pteropus nitendiensis är en däggdjursart som beskrevs av Sanborn 1930. Pteropus nitendiensis ingår i släktet Pteropus och familjen flyghundar. IUCN kategoriserar arten globalt som starkt hotad. Inga underarter finns listade.
Denna flyghund förekommer endemisk på södra Salomonöarna. Habitatet utgörs av skogar, mangrove och trädgårdar. Individerna vilar ensam eller i flockar med upp till 200 medlemmar. De äter frukter och blommor.